# Manuel Machata
Manuel Machata (Berchtesgaden, 18 aprile 1984) è un ex bobbista tedesco.

## Biografia
Compete dal 2005 per la nazionale tedesca e si distingue nelle categorie giovanili vincendo i campionati nazionali nel 2006 in entrambe le specialità e i campionati mondiali juniores di Igls 2006 e St. Moritz  2010 nel bob a quattro. Il bottino totale nelle rassegne iridate juniores ammonta a tre argenti ed altrettanti bronzi oltre ai due ori citati. 
Dal 2006 partecipa alla Coppa Europa vincendo il titolo nelle stagioni 2008/09 e 2009/10.
Esordisce in coppa del mondo nella stagione 2010/11 prendendo il posto del pluricampione André Lange, ritiratosi al termine della stagione precedente. Nella gara d'esordio a Whistler centra la sua prima vittoria nel bob a due e giunge terzo nel bob a quattro. Al termine della stagione conquisterà sia il titolo di bob a quattro che quello della combinata.
Ai campionati mondiali vanta un oro nel bob a quattro ottenuto a Königsee 2011, un argento e un bronzo. Si è laureato campione europeo a Winterberg nel 2011.
Ritiratosi dall'attività agonistica nel 2015, a novembre dello stesso anno è stato nominato capo allenatore della squadra cinese di bob, in vista dei XXIV Giochi olimpici invernali che si terranno a Pechino nel 2022, incarico che terminò a novembre 2018, quando venne ingaggiato per lo stesso ruolo dalla nazionale italiana e venendo affiancato dal collega italiano Simone Bertazzo.

## Palmarès

### Mondiali
- 3 medaglie:
  - 1 oro (bob a quattro a Königsee 2011);
  - 1 argento (bob a due a Königssee 2011);
  - 1 bronzo (bob a quattro a Lake Placid 2012).

### Europei
- 1 medaglia:
  - 1 oro (bob a quattro[3] a Winterberg 2011).

### Mondiali juniores
- 8 medaglie:
  - 2 ori (bob a quattro ad Igls 2006; bob a quattro a St. Moritz 2010);
  - 3 argenti (bob a due, bob a quattro a Königssee 2009; bob a due a St. Moritz 2010);
  - 3 bronzi (bob a due ad Igls 2006; bob a due ad Altenberg 2007; bob a due ad Igls 2008).

### Coppa del Mondo
- 1 trofeo assoluto nella specialità Combinata maschile (stagione 2010-11)
- 1 trofeo assoluto nella specialità Bob a quattro maschile (stagione 2010-11)
- Miglior piazzamento in classifica generale nel Bob a due maschile: 2º nella stagione 2010-11.
- 24 podi (8 nel bob a due, 12 nel bob a quattro, 4 nelle gare a squadre):
  - 8 vittorie (2 nel bob a due, 5 nel bob a quattro, 1 nelle gare a squadre);
  - 9 secondi posti (2 nel bob a due, 4 nel bob a quattro, 3 nelle gare a squadre);
  - 7 terzi posti (4 nel bob a due, 3 nel bob a quattro).

#### Coppa del Mondo - vittorie
| Data             | Luogo      | Paese    | Disciplina                                                                                   |
| ---------------- | ---------- | -------- | -------------------------------------------------------------------------------------------- |
| 26 novembre 2010 | Whistler   | Canada   | a due con Andreas Bredau                                                                     |
| 3 dicembre 2010  | Calgary    | Canada   | a squadre con Florian Becke, Frank Rommel, Stefanie Szczurek, Kristin Steinert ed Anja Huber |
| 5 dicembre 2010  | Calgary    | Canada   | a quattro con Andreas Bredau, Michail Makarow e Christian Poser                              |
| 16 gennaio 2011  | Igls       | Austria  | a quattro con Richard Adjei, Andreas Bredau e Christian Poser                                |
| 23 gennaio 2011  | Winterberg | Germania | a quattro con Richard Adjei, Andreas Bredau e Florian Becke                                  |
| 29 gennaio 2011  | St. Moritz | Svizzera | a due con Andreas Bredau                                                                     |
| 11 dicembre 2011 | La Plagne  | Francia  | a quattro con Florian Becke, Andreas Bredau e Christian Poser                                |
| 12 febbraio 2012 | Calgary    | Canada   | a quattro con Marko Hübenbecker, Andreas Bredau e Christian Poser                            |